# Phaeogenes flavescens
Phaeogenes flavescens là một loài tò vò trong họ Ichneumonidae.